# Genius (2016)
Genius (bra: O Mestre dos Gênios; prt: Um Editor de Génios) é um filme britano-estadunidense de 2016, do gênero drama biográfico, dirigido por Michael Grandage, com roteiro de John Logan baseado na biografia Max Perkins: Editor of Genius, de A. Scott Berg.

## Sinopse
Geneius segue a história do escritor estadunidense Thomas Wolfe e suas conexões com o editor nova-iorquino Maxwell Perkins, que já havia publicado obras dos grandes escritores, como Ernest Hemingway e F. Scott Fitzgerald.

## Elenco
- Colin Firth ... Maxwell Perkins
- Jude Law ... Thomas Wolfe
- Nicole Kidman ... Aline Bernstein
- Dominic West ... Ernest Hemingway
- Guy Pearce ... F. Scott Fitzgerald
- Laura Linney ... Louise Saunders
- Vanessa Kirby ... Zelda Fitzgerald

## Produção

### Filmagens
As gravações tiveram início em 19 de outubro de 2014, em Manchester e terminou em 12 de dezembro de 2014.

## Recepção
No Rotten Tomatoes o filme tem atualmente uma classificação "podre" de 49%, com base em 93 avaliações, com uma avaliação média de 5,7/10. No consenso crítico do site diz: "Genius procura honrar assuntos dignos, mas nunca se aproxima o suficiente da qualidade titular para fazer o esforço vale a pena".